# Феин мунтјак
Феин мунтјак (лат. Muntiacus feae) је сисар из реда папкара (Artiodactyla) и породице јелена (Cervidae).

## Опис
По величини је сличан индијском мунтјаку (тежина одрасле јединке је 18 – 21 kg). Дневна је животиња која живи самотњачким начином живота. Храни се травом, лишћем и изданцима. Млади се обично рађају у густом растињу, где остају скривени све док постану способни да путују са мајком.

## Распрострањење
Врста има станиште у Мјанмару и Тајланду.

## Станиште
Феин мунтјак насељава планинске зимзелене или мешовите шуме и жбуњаке (на надморској висини од 2.500 m).

## Угроженост
Подаци о распрострањености ове врсте су недовољни.

### Популациони тренд
Популациони тренд је за ову врсту непознат.